# Jonas Kullhammar

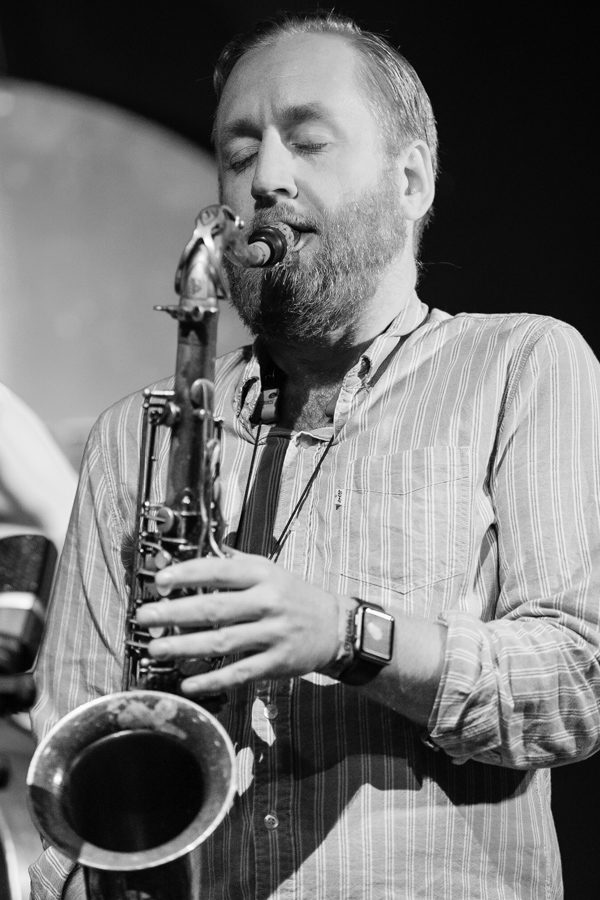
Jonas Kullhammar (2019)

Jonas Kullhammar (* 2. September 1978 in Nacka) ist ein schwedischer Jazz-Saxophonist und Komponist.

## Leben und Wirken
Kullhammar gilt als einer der vielversprechendsten schwedischen Nachwuchs-Jazzmusiker. Er spielt mit eigenen Gruppen, wie dem Jonas Kulhammar Quartett (seit 1998, mit dem Schlagzeuger Jonas Holgersson, dem Bassisten Torbjörn Zetterberg und dem Pianisten Torbjörn Gulz), Kullrusk (gebildet 2004, mit dem Saxophonisten Per Johansson), Nacka Forum (mit dem Trompeter Goran Kajfeš). Seit 2000 veröffentlicht er Alben unter eigenem Namen bei seinem eigenen Platten-Label Moserobie. Das erste Album Salut gewann den Jazz Cat des schwedischen Radios als bester Newcomer des Jahres. Daneben hat er mit Jazzmusikern und Gruppen wie The „International“ Noise Conspiracy, Carlos Garnett, Fredrik Norén Band, Torbjörn Zetterberg Hot Five, Sonic Mechatronik Arkestra, Peanuts Hucko, The Plan, Nina Ramsby, Marcus Strickland, Gilbert Holmström, Eldkvarn und in Petter Eldhs Quintett Koma Saxo (mit Otis Sandsjö, Mikko Innanen und Christian Lillinger) gespielt. Kullhammar führte 2011 auf dem Deutschen Jazzfestival in Frankfurt John Coltranes Werk A Love Supreme unter dem Titel „A Love Supreme Reloaded“ zusammen mit seinem Quartet auf. Des Weiteren spielte er in Mats Gustafssons Fire! Orchestra (Exit!, 2013).

## Preise und Auszeichnungen
2004 erhielt Kullhammar den Django d’Or (Schweden) als Contemporary Star of Jazz. 2006 wurde ihm der von Arne Domnérus gestifteten Guldsaxen verliehen. Zweimal erhielt er den Jazz Katten als Schwedens Jazzmusiker des Jahres. 2014 wurde er mit dem Jazzpreis der Königlich Schwedischen Musikakademie und 2016 mit dem Lars Gullin-priset ausgezeichnet.

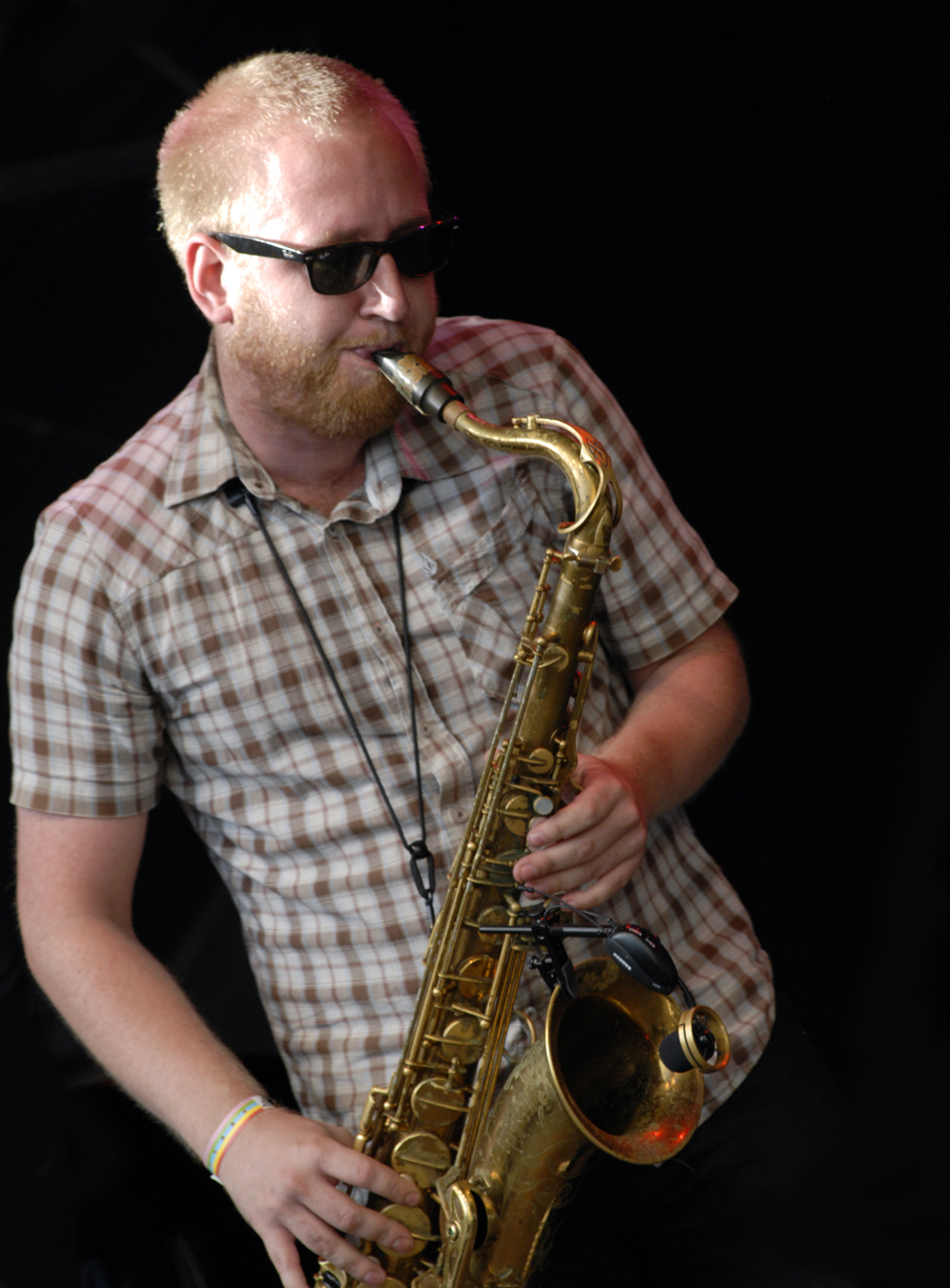
Jonas Kullhammar beim Stockholm Jazz Festival 2009

## Diskografie (Auswahl)
- Salut 2000 (Jonas Kullhammar Quartet)
- The Soul of Jonas Kullhammar 2001 (Jonas Kullhammar Quartet)
- Live at Glenn Miller vol.1 2002 (Jansson, Kullhammar & Nilssen-Love)
- Nacka Forum 2002 (Nacka Forum)
- Plays Loud for the People 2003 (Jonas Kullhammar Quartet, schwedische Grammy-Nominierung)
- Kullrusk 2004 (Kullrusk)
- Snake City North 2005 (Jonas Kullhammar Quartet mit der Norrbotten Big Band)
- Leve Nacka Forum 2005 (Nacka Forum)
- Gyldene Tider Vol.1 -3, 2005 (Fredriksson, Kullhammar & Zetterberg)
- Spring spring spring spring spring 2006 (Kullrusk)
- Son of a Drummer 2006 (Jonas Kullhammar Quartet)
- Andratx 2007 (Kullhammar-Osgood-Vågan)
- Låt Det Vara 2013
- Basement Sessions Vol. 2, Clean Feed Records, 2013 (Espen Aalberg, Jonas Kullhammar, Torbjörn Zetterberg)
- Aalberg, Kullhammar, Zetterberg, Santos Silva: Basement Sessions Vol. 4 (The Bali Tapes) (Clean Feed, 2017)
- Nacka Forum: Så stopper festen (Moserobie, 2019)
- Juhani Aaltonen / Jonas Kullhammar / Christian Meaas Svendsen / Ilmari Heikinheimo: The Father, the Sons & the Junnu (Moserobie, 2020)
- Lars Skoglund’s La La Lars: La La Lars III (2021), mit Goran Kajfeš, Carl Bagge, Johan Berthling

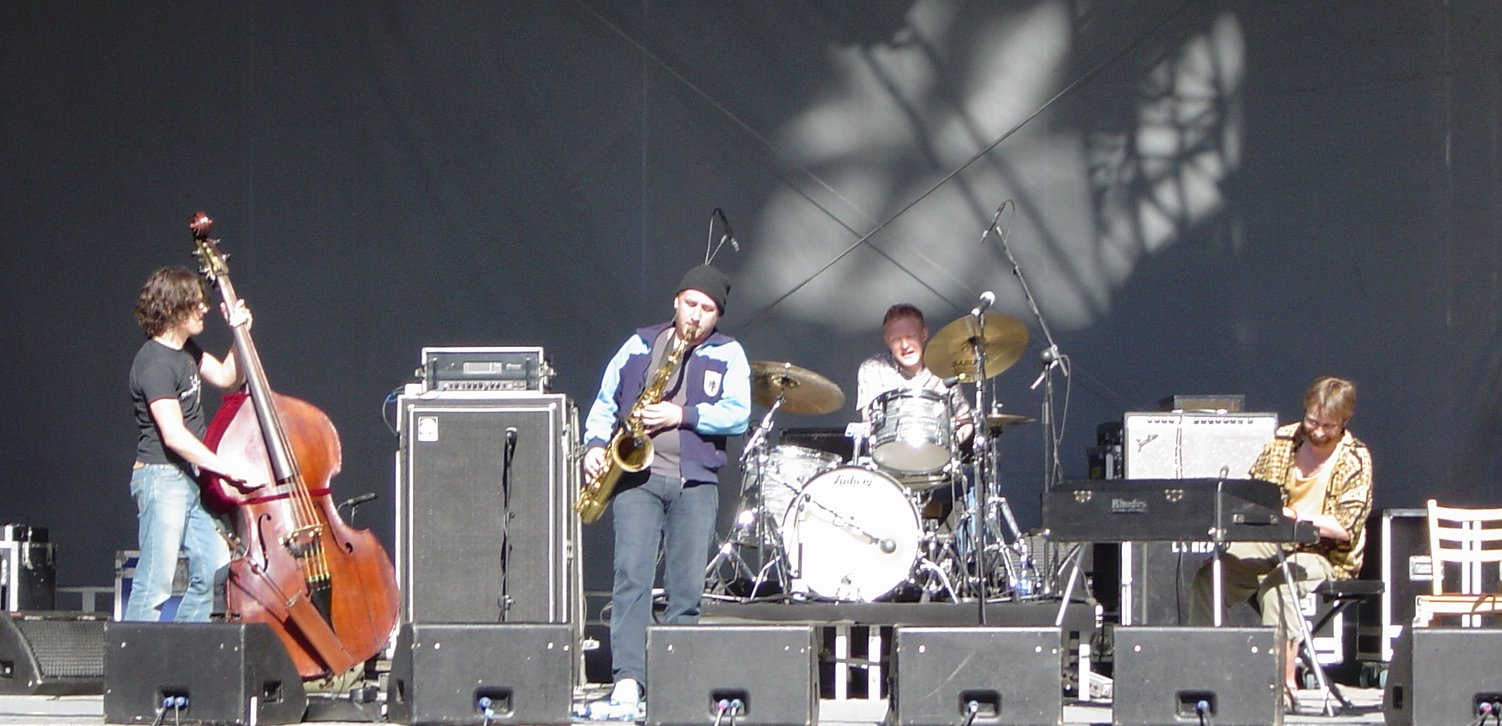
Jonas Kullhammar Quartet beim Accelerator The Big One in Stockholm 2004

- Petter Eldh Koma Saxo: Koma West (We Jazz, 2022)
- Nacka Forum: Peaceful Piano (Moserobie, 2024)